# Missa dos Quilombos (álbum)
| Críticas profissionais | Críticas profissionais |
| Avaliações da crítica  | Avaliações da crítica  |
| Fonte                  | Avaliação              |
| ---------------------- | ---------------------- |
| Allmusic               | [ 1 ]                  |

Missa dos quilombos é um musical de Milton Nascimento (1942‑) em parceria com o bispo Pedro Casaldáliga (1928‑2020) e o poeta e político Pedro Tierra (1948‑).
Foi gravado ao vivo na Igreja de Nossa Senhora dos Homens, na cidade de Caraça (estado de Minas Gerais) e lançado em 1982 pela gravadora Ariola.

## Faixas
1. A de Ó (estamos chegando)
2. Em nome de Deus
3. Rito penitencial (Kyrie)
4. Aleluia
5. Ofertório [letra e música: Milton Nascimento]
6. O Senhor é santo
7. Rito da paz
8. Comunhão [letra: Fernando Brant; música: Milton Nascimento]
9. Ladainha
10. Louvação à Mariama
11. Marcha final (de banzo e de esperança)
12. Invocação à Mariama